# Illyrische Siegwurz

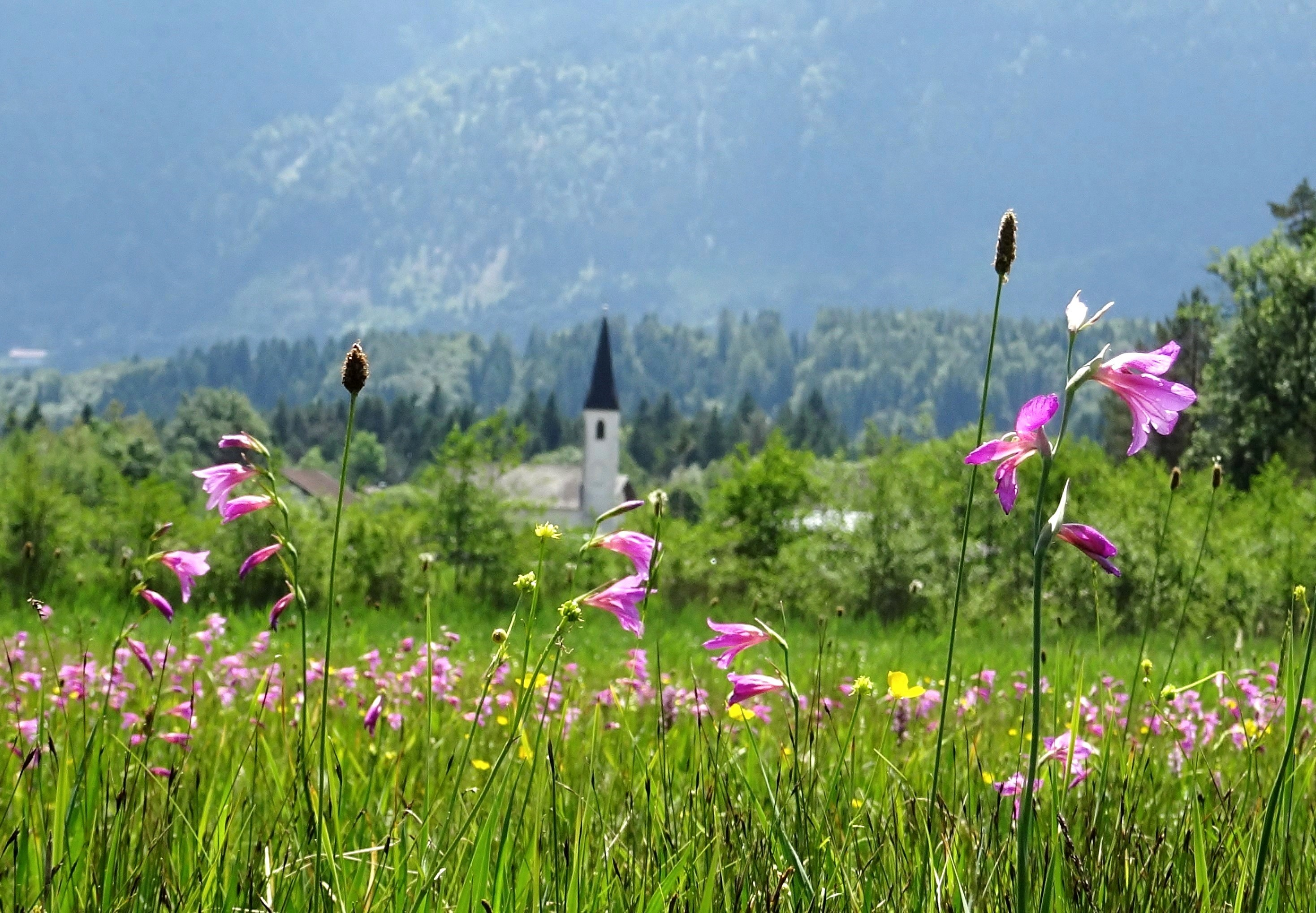
Gladiolenwiese bei Oberschütt (Villach)

Die Illyrische Siegwurz (Gladiolus illyricus) ist eine Pflanzenart aus der Gattung der Gladiolen (Gladiolus) in der Familie der Schwertliliengewächse (Iridaceae).

## Merkmale
Die Illyrische Siegwurz ist eine ausdauernde krautige Pflanze. Dieser Geophyt bildet Knollen als Überdauerungsorgane. Sie ist nur selten verzweigt und kann Wuchshöhen von 25 bis 50 Zentimeter erreichen. Die einfachen, schwertförmigen, parallelnervigen Laubblätter sind 10 bis 40 Zentimeter lang und 0,4 bis 1 Zentimeter breit. Der Blattrand ist glatt. 
Es werden endständige, unverzweigte, ährige Blütenstände gebildet, die Tragblätter enthalten. Die ungestielten, zwittrigen, dreizähligen Blüten sind zygomorph. Es sind zwei mal drei Blütenhüllblätter vorhanden; sie sind 25 bis 30, selten bis 40 Millimeter lang und die Zipfel sind 6 bis 16 Millimeter breit. Es ist nur der innere Kreis mit drei freien, fertilen Staubblättern vorhanden, denn sie stehen den äußeren Blütenhüllblättern gegenüber. Drei Fruchtblätter sind zu einem unterständigen Fruchtknoten verwachsen. Der Griffel endet in drei Narben.
Blütezeit ist im Mai, selten auch noch bis in den Juni.
Die dreifächerige Kapselfrucht enthält viele Samen. 
Die Chromosomenzahl beträgt 2n = 60 oder 120.

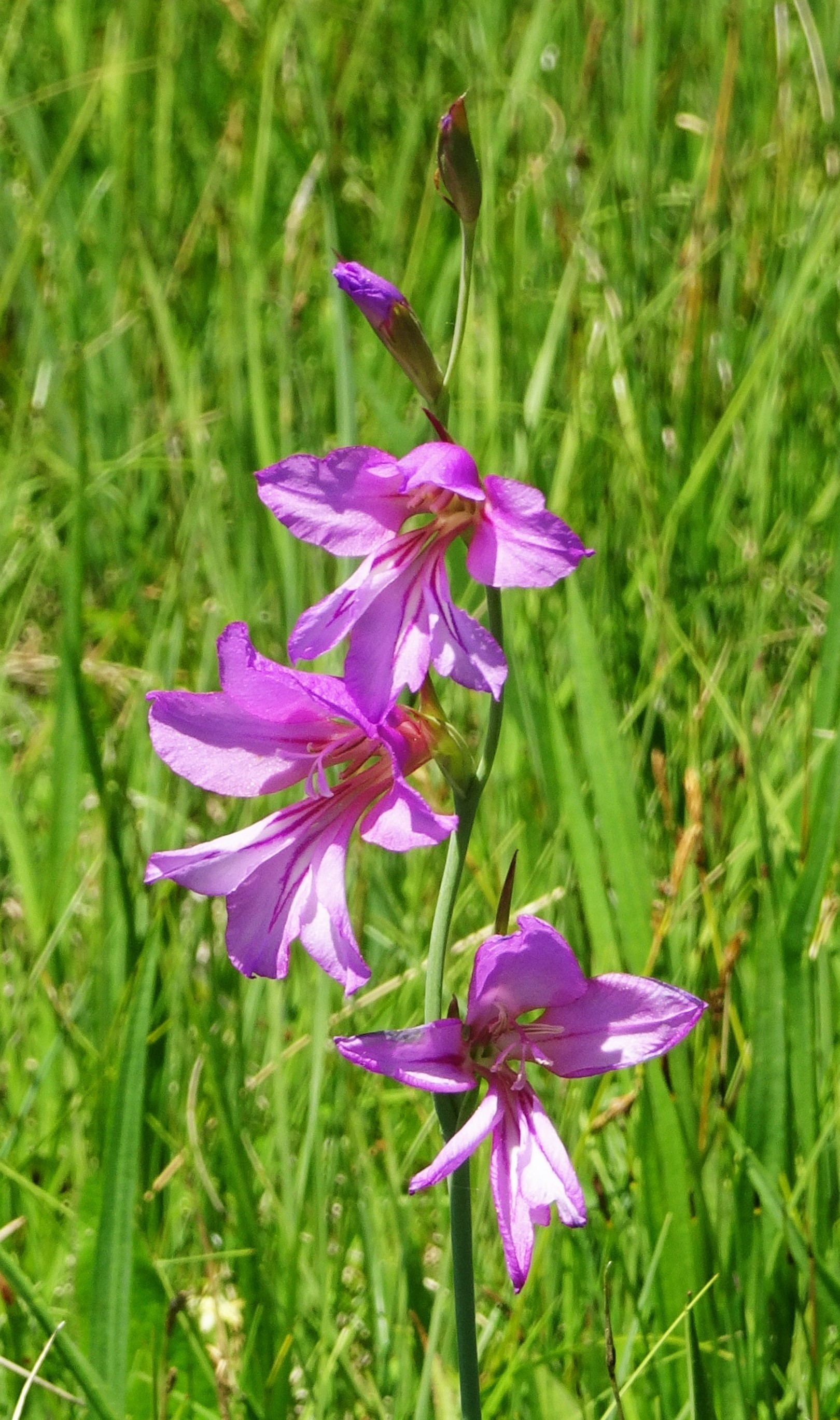
Illyrische Siegwurz
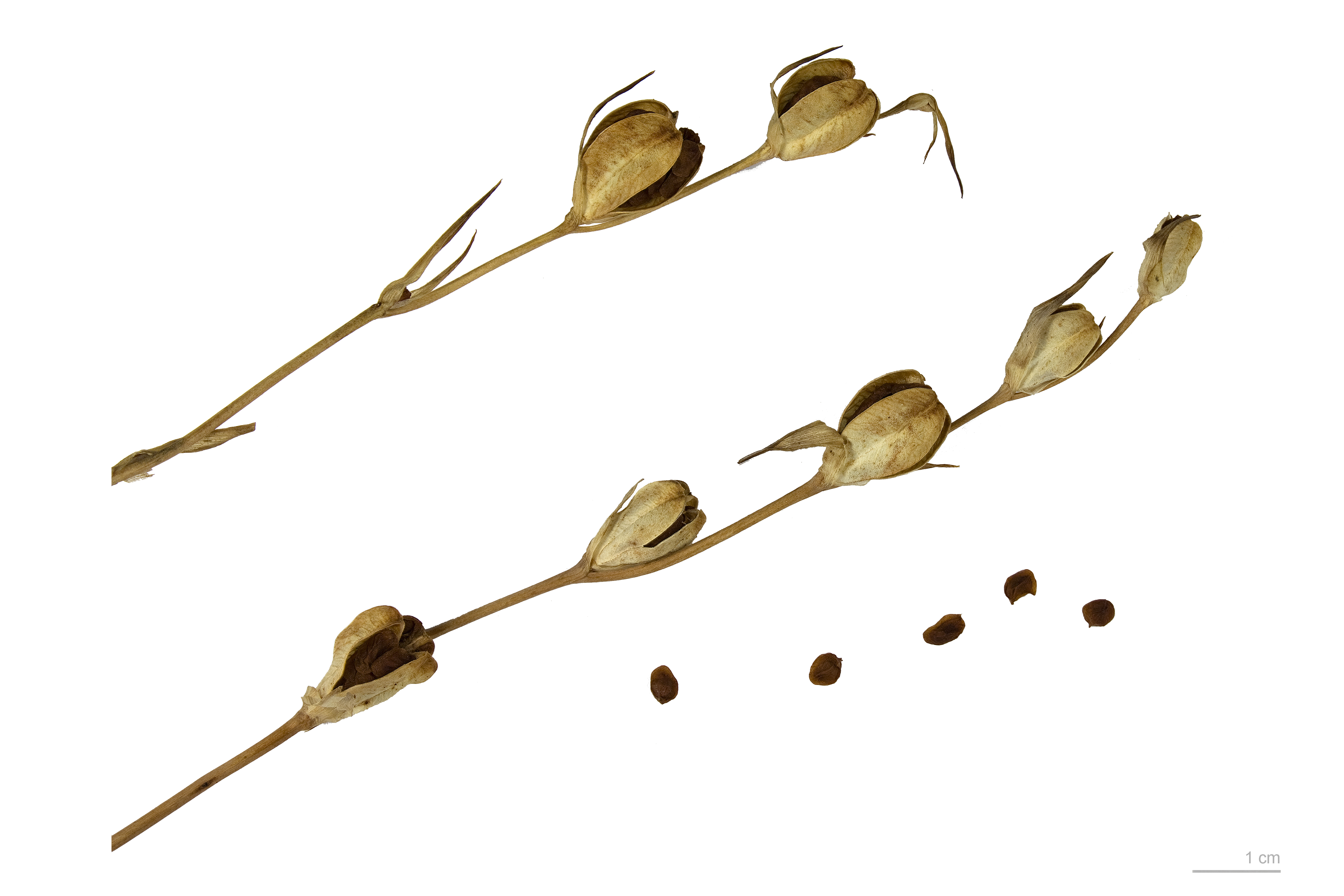
Gladiolus illyricus, Früchte und Samen

## Vorkommen
Die Illyrische Siegwurz kommt in Süd- und West-Europa, Rumänien, der West-Türkei und dem Kaukasus auf feuchten Wiesen bis in Höhenlagen von 1200 Meter vor. In Österreich kommt sie nur im Unteren Gailtal vor (siehe Abbildung) und gilt als stark gefährdet. Hier wächst sie in feuchten Wiesen der collinen Höhenstufe.

## Nutzung
Die Illyrische Siegwurz wird selten in Naturgärten als Zierpflanze genutzt.

## Belege